# برواليا مختصرة
برواليا مختصرة (الاسم العلمي:Browallia abbreviata)  هو نوع من النباتات يتبع جنس برواليا من الفصيلة الباذنجانية.